# Romanche (rivière)
Pour les articles homonymes, voir Romanche (homonymie).
La Romanche est un torrent puis une rivière du Sud-Est de la France, dans les deux départements des Hautes-Alpes et de l'Isère, dans les deux régions Auvergne-Rhône-Alpes et Provence-Alpes-Côte d'Azur. Elle prend sa source au glacier de la Plate des Agneaux, dans la partie nord du massif des Écrins, et conflue dans le Drac, en rive droite, entre Champ-sur-Drac et Varces-Allières-et-Risset, au sud de Grenoble. Elle est donc un affluent secondaire de l'Isère et un affluent tertiaire du fleuve le Rhône.

## Géographie

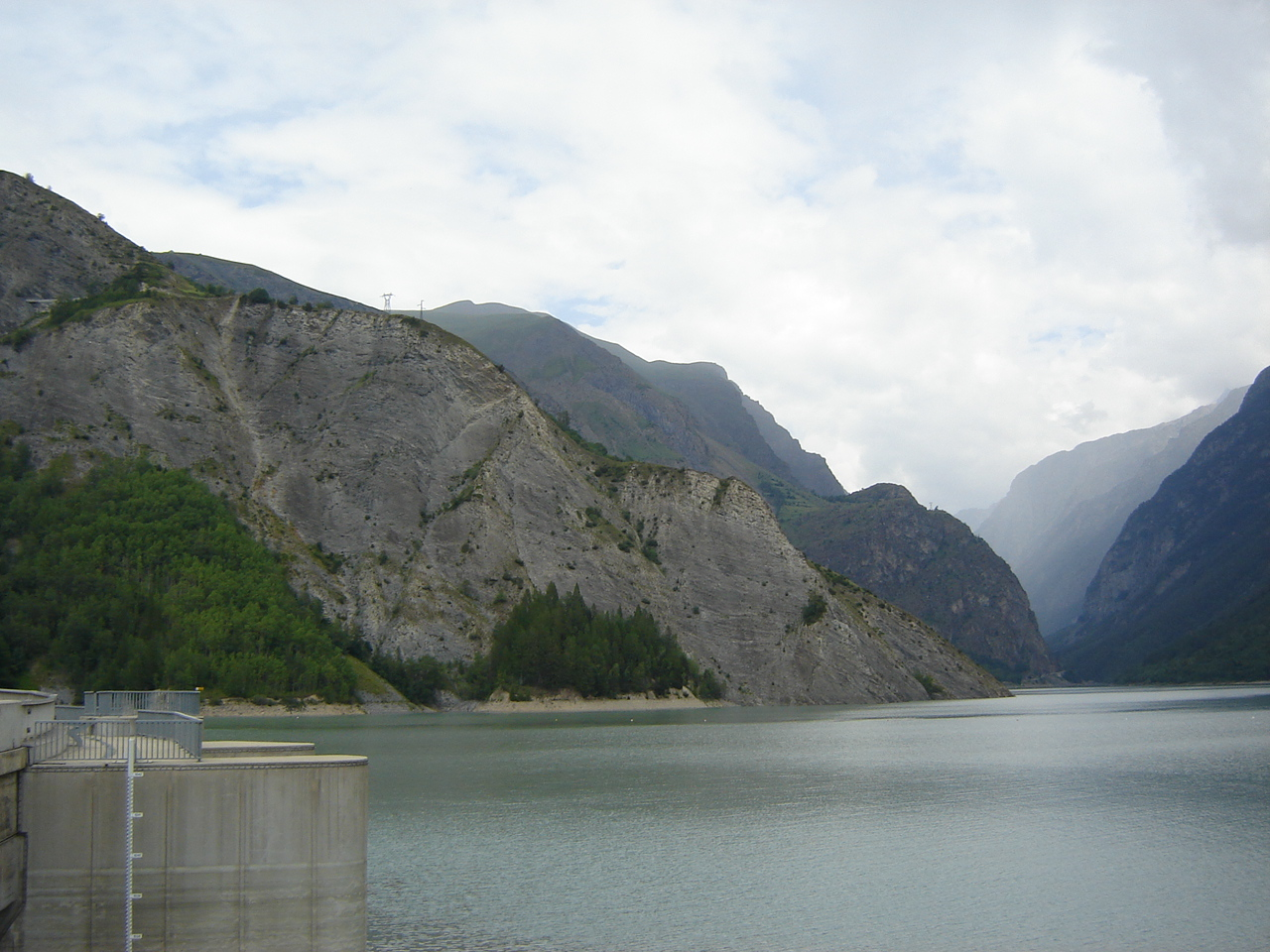
Le lac de barrage du Chambon dans la vallée de la Romanche, que longe la RD 1091, près des Deux Alpes.

De 78,3 km de longueur, la Romanche prend sa source dans la commune de Villar-d'Arêne à 2 000 m d'altitude et traverse celle de La Grave dans les Hautes-Alpes, puis celles du Bourg-d'Oisans, de Livet-et-Gavet, de Vizille et de Champ-sur-Drac en Isère.
La Romanche conflue avec le Drac, en rive droite de celui-ci, entre les deux communes de Champ-sur-Drac et Varces-Allières-et-Risset, à 257 m d'altitude
Il s'agit d'un torrent alpin dont le lit est préservé dans les Hautes-Alpes car il s'y situe en majorité dans le parc national des Écrins, mais dont le cours inférieur est relativement artificialisé. En effet, son cours est occupé par plusieurs barrages formant des retenues (comme le lac du Chambon) avant d'être en partie canalisé afin de contourner des zones habitées (plaines du Bourg-d'Oisans et de Vizille) et de servir de moyen de production d'énergie hydraulique pour des usines de Livet-et-Gavet et la centrale hydroélectrique de Romanche Gavet. La Romanche a créé, au fil des millénaires, une vallée très encaissée (entre sa source et la plaine du Bourg-d'Oisans et entre le site de Rochetaillée et son confluent avec le Drac). Au Moyen Âge, la Romanche avait formé un lac naturel autour du Bourg-d'Oisans, qui s'appelait à l'époque Saint-Laurent du Lac.

### Communes et cantons traversés
Dans les deux départements des Hautes-Alpes (deux communes) et de l'Isère, la Romanche traverse les seize communes suivantes, de l'amont vers l'aval, de Villar-d'Arêne (source), la Grave, Mizoën, les Deux Alpes, le Freney-d'Oisans, Auris, le Bourg-d'Oisans, Livet-et-Gavet, Séchilienne, Saint-Barthélemy-de-Séchilienne, Saint-Pierre-de-Mésage, Vizille, Notre-Dame-de-Mésage, Montchaboud, Champ-sur-Drac, Varces-Allières-et-Risset (confluence).
En termes de cantons, la Romanche prend source dans le canton de Briançon-1, traverse le canton de l'Oisans-Romanche
, et conflue dans le canton du Pont-de-Claix, dans les arrondissements de Briançon et de Grenoble, et dans les intercommunalités communauté de communes du Briançonnais, CC de l'Oisans et Grenoble-Alpes Métropole.

### Toponymes
La Romanche a donné son hydronyme au canton de l'Oisans-Romanche. De plus l'Oisans, nom du bassin versant de la Romanche, a donné son hydronyme aux quatre communes de Clavans-en-Haut-Oisans, le Freney-d'Oisans, Saint-Christophe-en-Oisans et le Bourg-d'Oisans.

### Bassin versant

Carte topographique de l'Oisans, bassin versant de la Romanche.

Le bassin versant de la Romanche s'appelle l'Oisans. La Romanche traverse neuf zones hydrographiques,.

### Organisme gestionnaire
C'est le Symbi ou syndicat mixte des bassins hydrauliques de l'Isère qui s'occupe de fédérer les aménagements sur la Romanche.

### Géologie
Dans les gorges de la Romanche il est possible de lire l'histoire géologique du massif et de voir l'alternance des schistes cristallins et des schistes amphiboliques, micacés, sériciteux, talqueux, ou encore des schistes chloriteux.

## Affluents
La Romanche a cinquante-huit affluents référencés dont les principaux sont le Vénéon et l'Eau d'Olle :
- le Vénéon (rg[note 2]) 33,5 km sur quatre communes et avec dix-huit affluents et de rang de Strahler cinq.
- l'Eau d'Olle (rd) 28,9 km sur six communes avec trente-deux affluents et de rang de Strahler quatre.

Les principaux autres affluents sont :
- le Maurian (rd) 10,2 km sur la seule commune de La Grave qui traverse le lac du Goléon, avec six affluents et de rang de Strahler trois.
- le torrent du Gâ (rd) 9,6 km sur la seule commune de La Grave avec onze affluents et de rang de Strahler trois.
- le Ferrand (rd) 13,5 km sur trois communes avec sept affluents et de rang de Strahler cinq, qui conflue sous le lac du Chambon.
- le torrent de la Lignare (rg) 11,9 km sur quatre communes avec cinq affluents.
- La Sarenne (rd) 16,5 km sur cinq communes avec sept affluents et confluant à l'aval du Bourg-d'Oisans.
- le Ruisseau de Bâton (rd) 5,3 km sur les deux communes de Livet-et-Gavet, Allemond sans affluent.

### Rang de Strahler
Donc le rang de Strahler de la Romanche est de six par le Vénéon ou le Ferrand.

## Hydrologie
Son régime hydrologique est dit nival.

### La Romanche au Bourg-d'Oisans
Le module de la Romanche a été calculé durant une longue période de 59 ans au Bourg-d'Oisans (1951-2009). Il se monte à 37,4 m3/s pour une surface de bassin versant de 1 000 km2, soit 80 % de la totalité du bassin.
La rivière présente des fluctuations saisonnières de débit typiques d'un régime nival, avec des hautes eaux de printemps-été dues à la fonte des neiges et portant le débit mensuel moyen au niveau de 64 à 87,4 m3/s de mai à juillet inclus (avec un maximum en juin encore très sensible en juillet), suivies d'une baisse progressive aboutissant à un long étiage d'automne-hiver, de novembre à fin mars-début avril, entraînant une baisse du débit moyen mensuel jusqu'à un minimum de 12,6 m3/s au mois de janvier.

### Étiage ou basses eaux
À l'étiage, le VCN3 peut chuter jusque 8 m3/s, en cas de période quinquennale sèche, ce qui reste encore appréciable.

### Crues
Les crues peuvent être très importantes. En effet, le QIX 2 et le QIX 5 valent respectivement 190 et 260 m3/s. Le QIX 10 se monte à 300 m3/s. Quant aux QIX 20 et QIX 50, ils valent 340 m3/s et 390 m3/s. le QIX 100 n'a pas encore pu être calculé vu la durée d'observation de 64 ans.
Le débit instantané maximal enregistré au Bourg-d'Oisans est de 310 m3/s le 1er août 1987. Le débit journalier maximal est aussi de 310 m3/s le 22 septembre 1968. La hauteur maximale instantanée n'est pas communiquée.

### Lame d'eau et débit spécifique
La lame d'eau écoulée dans le bassin versant de la rivière est de 1 218 millimètres annuellement, ce qui est très élevé et résulte des précipitations abondantes sur les hautes montagnes des Alpes, mais est tout à fait normal dans cette région. Le débit spécifique (Qsp) atteint 38,4 litres par seconde et par kilomètre carré de bassin.

## Hydroélectricité

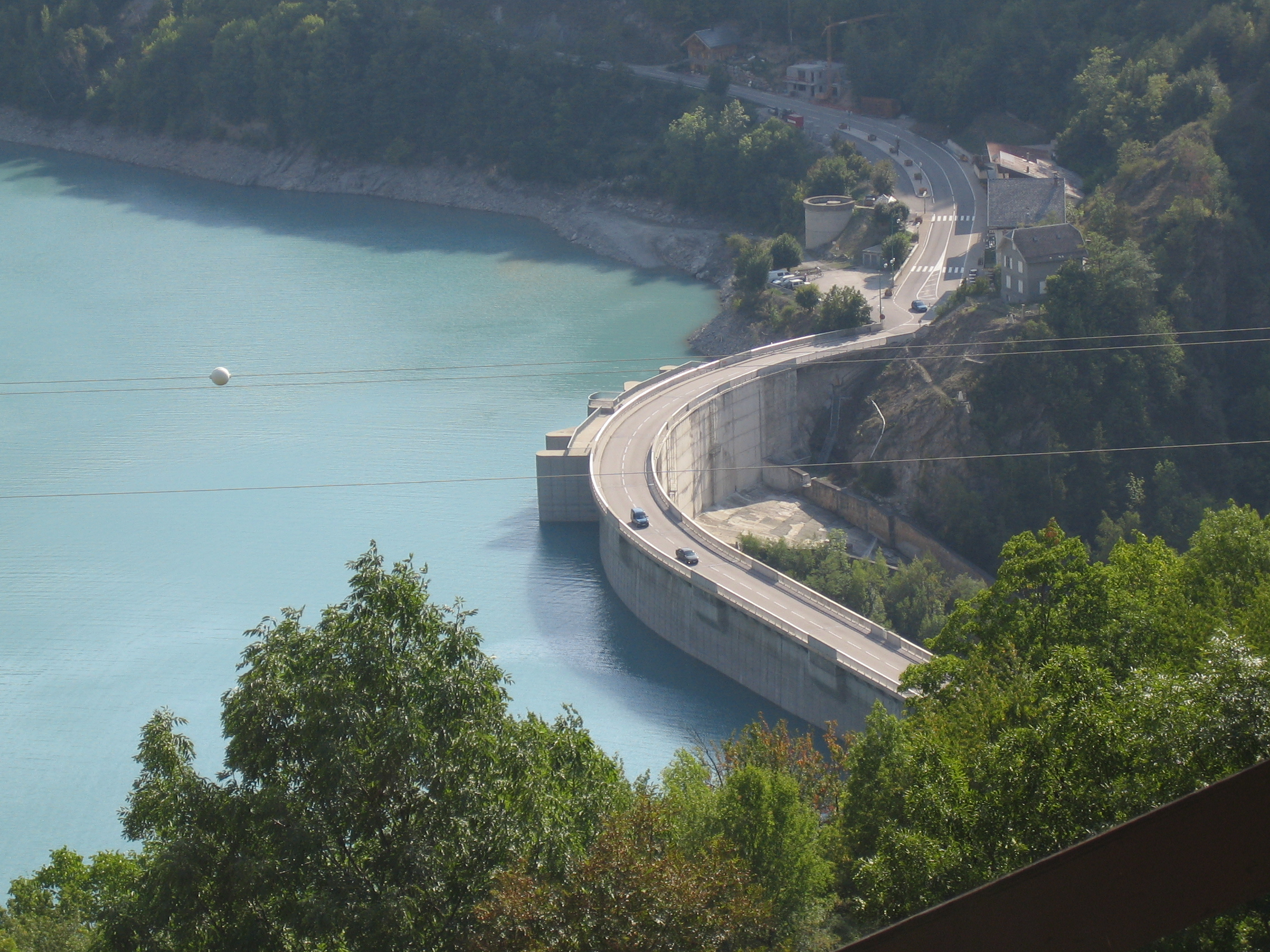
La barrage du Chambon.

Plusieurs ouvrages de production d'énergie hydraulique sont aménagés sur son parcours, dont :
- Le barrage du Chambon, d'une puissance de 116 MW pour une production annuelle électrique de 210 GWh/an. Il a été inauguré en 1935 et est labellisé « Patrimoine du XXe siècle » de l'Isère en 2003.
- La centrale hydroélectrique de Romanche Gavet, mise en service en 2020, d'une puissance de 97 MW pour une production annuelle électrique de 560 GWh/an. Elle remplace six centrales du début du XXe siècle, dont la centrale des Vernes, classée au titre des monuments historiques en 1994, labellisée « Patrimoine du XXe siècle » de l'Isère en 2003.

D'autres ouvrages de moindre ampleur jalonnent le cours d'eau. Certains barrages ont été arasés comme celui de Séchilienne en 2018.

## Histoire

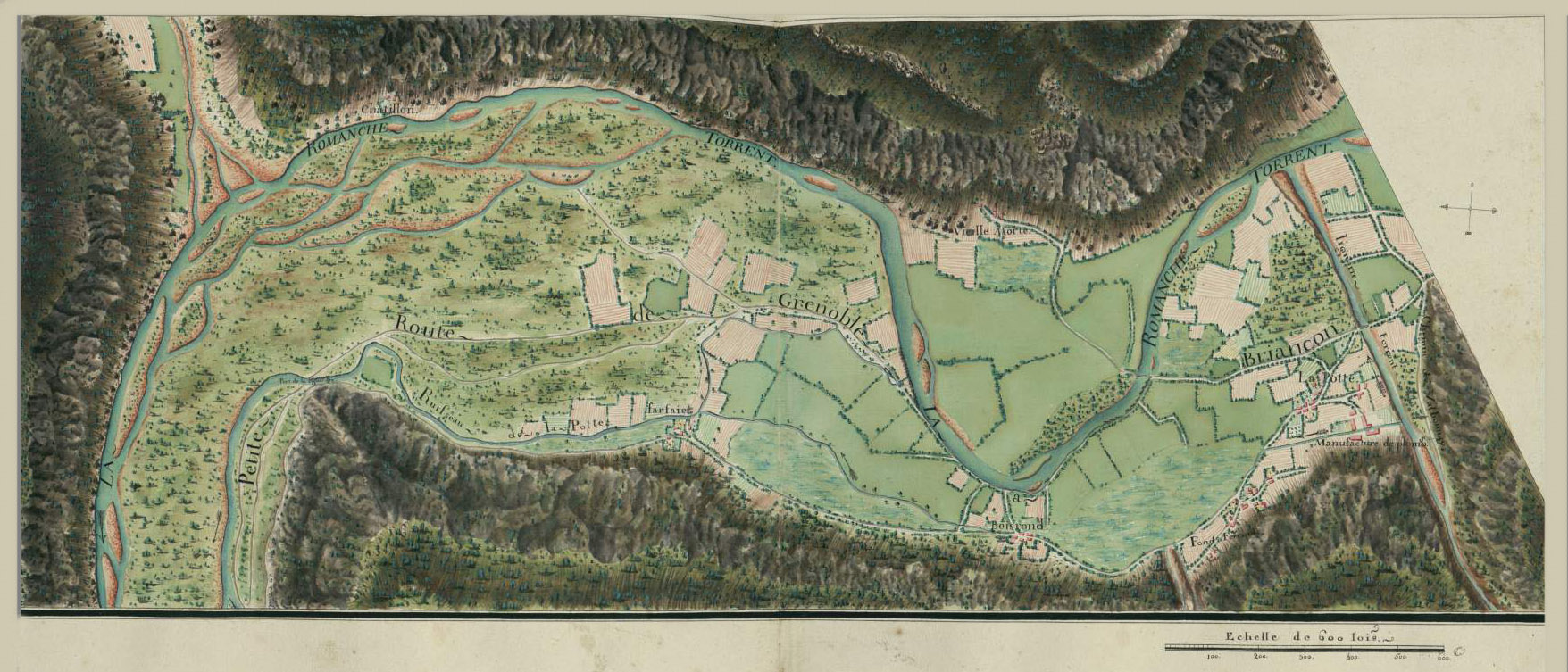
Carte aquarellée de la vallée de la Romanche entre Livet-et-Gavet et le Bourg-d'Oisans, extraite de l'Atlas de Trudaine, milieu du XVIIIe siècle (Archives nationales).

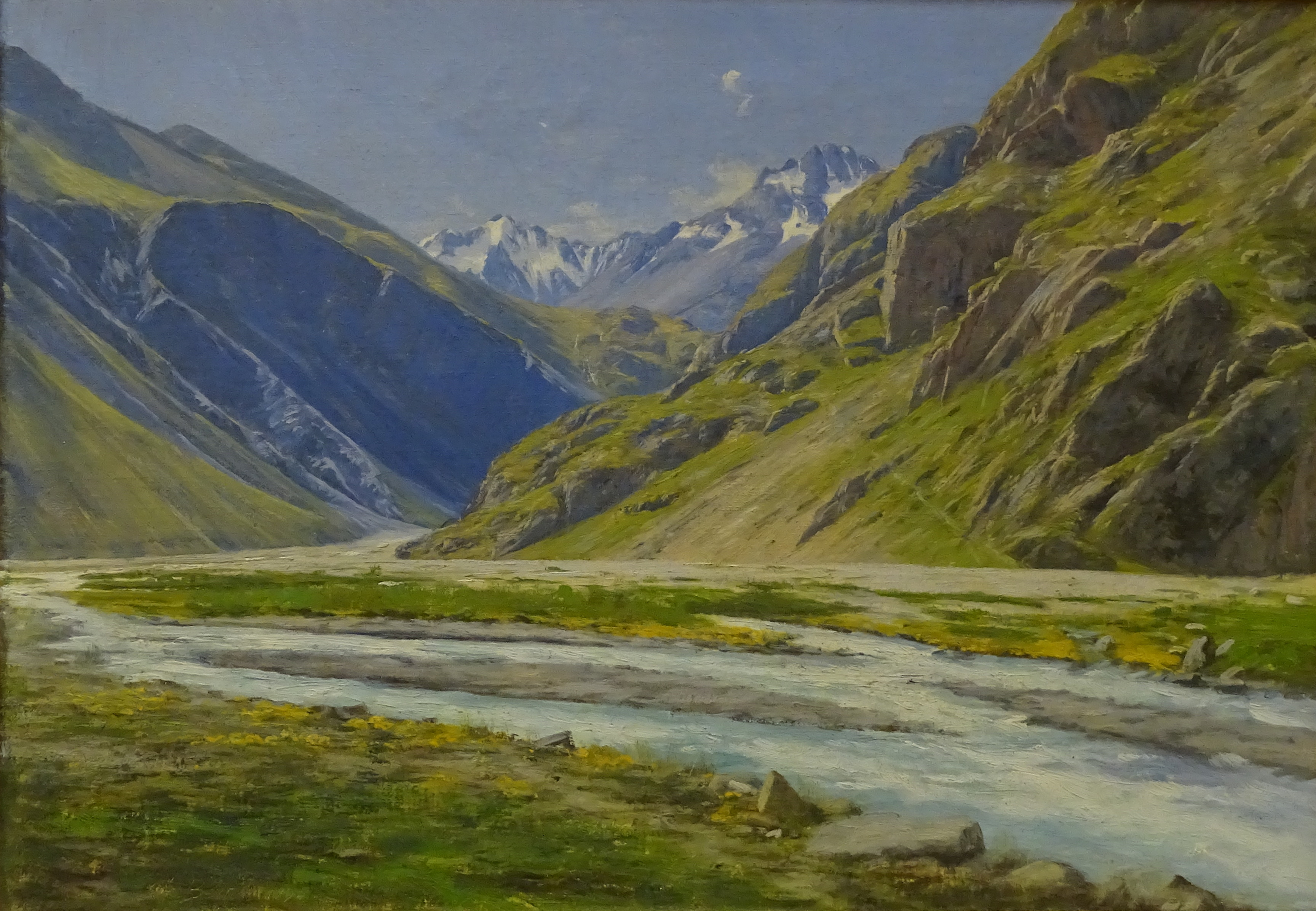
Charles Bertier, la vallée de la Romanche vue depuis le Pied-du-Col, c1894, Musée de Grenoble.

### La Romanche et les crues et inondations
Dans le Moyen Âge, de nombreux lacs importants se sont formés successivement dans la plaine du Bourg-d'Oisans à la suite d'éboulements bloquant le cours d'eau à hauteur du torrent de l'Infernet, sur la commune de Livet-et-Gavet. Après quelques années d'existence, un de ces lacs s'est rompu, ce qui a entraîné l'Inondation de Grenoble en 1219, une inondation de type torrentiel dans la vallée jusqu'à Grenoble. Aujourd'hui encore, face aux éboulements réguliers de la chaîne de Belledonne dans ce secteur, la menace plane d'un scénario identique. Ce scénario pourrait aussi se reproduire un peu plus en aval du torrent de l'Infernet, cette fois-ci au niveau d'une zone d'éboulement appelée Ruines de Séchilienne.
Sur le secteur aval de la Romanche, sur une période allant du XVIIe siècle au XXe siècle, de nombreuses crues surviennent, dont trois sont particulièrement destructrices : en septembre 1733, août 1852 et mai 1856.
Au niveau de la plaine d'Oisans — qui a par périodes accueilli un lac — la Romanche a été endiguée, avec notamment de lourds travaux à partir du XVIIIe siècle, travaux ayant compris également un drainage de la plaine elle-même. Au XXe siècle, en 1928, la plaine et le Bourg-d'Oisans sont inondés du fait de crues de la Romanche et du Vénéon, ayant entraîné la rupture d'une digue au lieu-dit « La Croix du Plan ». En 1955, la Romanche déborde au Bourg-d'Oisans et son canal déborde entre Vizille et Jarrie, tandis que dans la vallée de Rioupéroux, des centrales hydroélectriques rencontrent des problèmes liés à des embâcles ou aux flots de la Romanche ou de ses affluents.

### Fin duXIXesiècleetXXesiècle: hydroélectricité et industrie

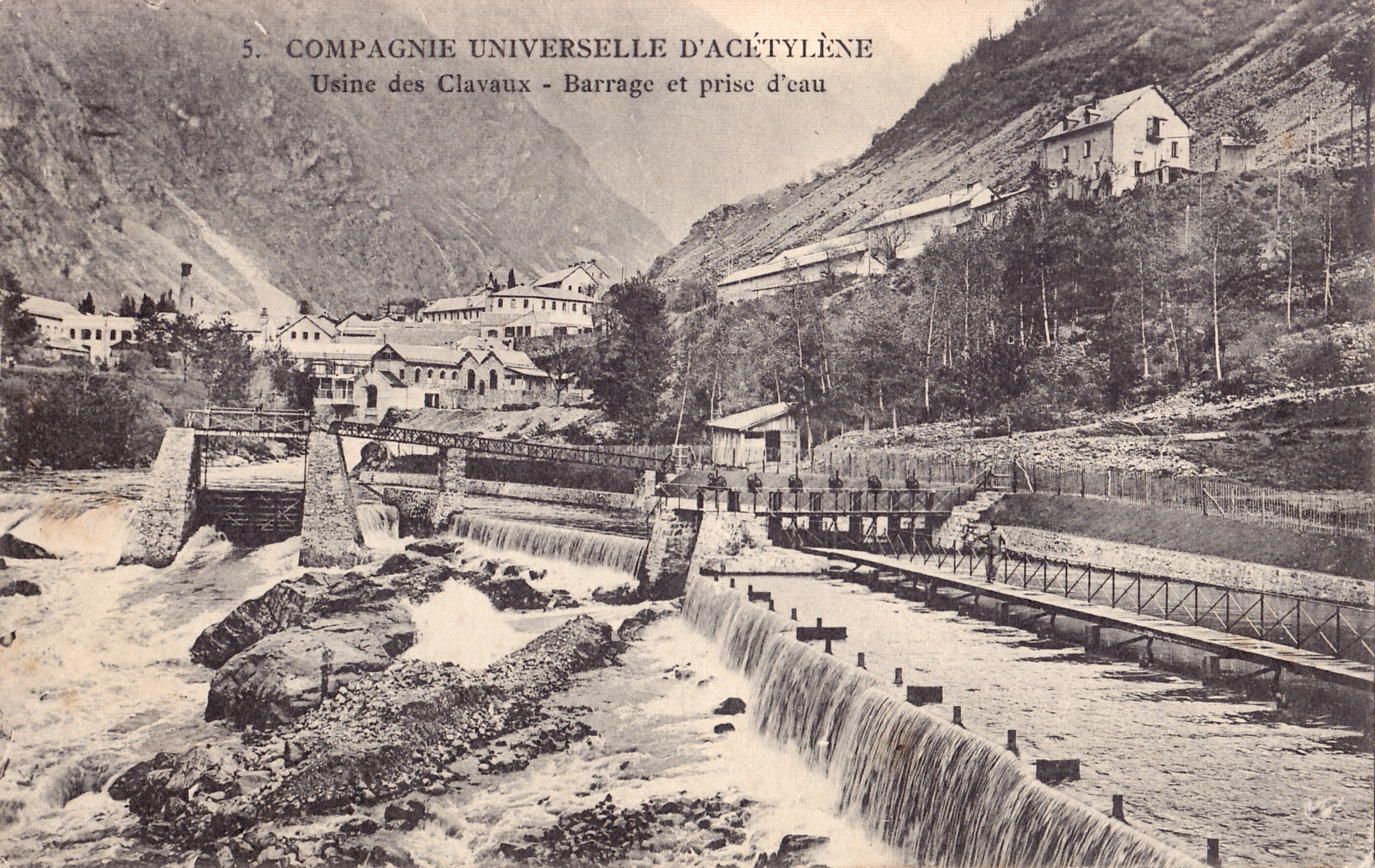
« Compagnie universelle d'acétylène 5 - Usine des Clavaux - Barrage et prise d'eau », carte postale datant d'avant mars 1909. Le barrage et la prise d'eau étaient construits sur la Romanche, au niveau de la commune de Livet-et-Gavet.

Si divers petits moulins à eau existent pendant plusieurs siècles au bord de la Romanche, la fin du XIXe siècle et le XXe siècle voient des barrages et des usines hydroélectriques être bâtis pour profiter de la force motrice de l'eau. Dans la vallée de Livet-et-Gavet et du hameau de de Rioupéroux, les bénéficient en particulier aux usines qui commencent à s'installer dès la fin du XIXe siècle ; certaines utilisent directement la force de l'eau pour actionner les machines, d'autres utiliseront l'électricité produite par des unités de production hydroélectrique. En 1914, par exemple, sept centrales hydroélectriques produisent sur la seule commune de Livet-et-Gavet. Plus largement, la production d'hydroélectricité dans la vallée de la Romanche et les vallées proches bénéficie au développement de l'industrie de la région grenobloise. En 1946, une partie des centrales hydroélectriques de la vallée de Livet-et-Gavet et du hameau de de Rioupéroux est nationalisée.
Les années 1920 connaissent la construction du barrage du Chambon, en amont du Bourg-d'Oisans, et la mise en service de son usine de production hydroélectrique. Après la seconde guerre mondiale, certaines centrales de la partie basse de la Romanche disparaissent au profit de la centrale du Péage-de-Vizille.
Dans les années 1980, l'accentuation des mouvements d'un versant montagneux de la chaîne de Belledonne nommé ruines de Séchilienne (situé au niveau des communes de Séchilienne et Saint-Barthélémy-de-Séchilienne) fait craindre un effondrement de grande ampleur de cette partie de montagne avec un risque pour le hameau de l'Ile Falcon (commune de Saint-Barthélémy-de-Séchilienne) situé en contrebas, la route (la route nationale 91, devenue plus tard route départementale 1091) mais aussi de barrage se créant sur la Romanche, engendrant alors des risques d’inondation en amont de cet éventuel barrage naturel, mais aussi un risque de rupture inopinée de celui-ci avec des conséquences importantes sur les communes en aval. Cela a entraîné une mise sous surveillance plus forte du versant montagneux à partie de 1985 et des réaménagements des installations humaines en contrebas (expropriation du hameau pour sa déconstruction, déconstruction d'une usine hydroélectrique, déplacement de la route, mais aussi travaux sur la Romanche dans cette zone),. Le risque est considéré moindre depuis le début des années 2010, mais les aménagements et la surveillance se sont poursuivis.

Le début du XXIe siècle voit des changements dans le paysage des centrales hydroélectriques dans le cours de la Romanche avec, notamment, le remplacement de six centrales de la vallée de Rioupéroux et Livet-et-Gavet par une unique centrale souterraine, la centrale hydroélectrique de Romanche Gavet, mise en service en 2020,. Certaines centrales désaffectées sont alors déconstruites, tandis que celle des Vernes, protégée au titre des Monuments historiques, est convertie en lieu patrimonial.

## Gestion et aménagement
Dès le Moyen Age, des aménagements hydrauliques existent pour la Romanche. Dans la partie basse de cette rivière, de premières digues protègent Vizille à partir du XVIIe siècle du fait du connétable Lesdiguières. Dans la seconde moitié du XIXe siècle, la Romanche se trouve endiguée en continu dans sa partie basse, dans le but de mieux contrôler ses crues annuelles et décennales, ce qui n'est pas sans modifier certaines de ses caractéristiques.
En 1936, le Conseil d’État crée l'Association départementale Isère Drac Romanche afin que celle-ci veille à l'entretien du système de protection contre le risque d'inondation dans les plaines riveraines de l'Isère, de la Romanche et du Drac ; l'association est dissoute en 2018. Le Syndicat mixte des bassins hydrauliques de l'Isère (Symbhi), créé en 2004, la remplace ; cet établissement public gère et aménage les rivières que sont l'Isère, la Romanche et le Drac dans le sud du département de l'Isère. L'aménagement et la gestion de la Romanche répondent alors à des enjeux que sont notamment son fonctionnement hydraulique, la gestion du transit et des dépôts de sédiments, des enjeux de qualité écologique et de mise en valeur à ce titre, et des enjeux liés à l'activité et aux installations humaines.
Entre 2011 et 2015, la protection des zones urbanisées au niveau de la plaine de Vizille a été renforcée en vue du risque de crue centennale ; ceci a été effectué par le Symbhi pour un budget de 26 millions d'euros hors taxes, selon cet organisme. En 2023, les digues au niveau de la traversée du Bourg-d'Oisans sont renforcées, sur une première étape de travaux,,.
Existe un Schéma d'aménagement et de gestion des eaux (SAGE) du Drac et de la Romanche. En décembre 2022, est signé le « contrat de bassin Romanche 2022-2024 ».

## Dans les arts
Cette rivière fut peinte à plusieurs reprises par différents artistes de montagne. Ainsi, le peintre Charles Bertier réalisa en 1894 deux huiles sur toiles l'incluant : Vallée de la Romanche au Pied-du-Col et Les Fréaux près de La Grave.

## Galerie

Vues de la Romanche depuis sa source jusqu'aux environs du Drac
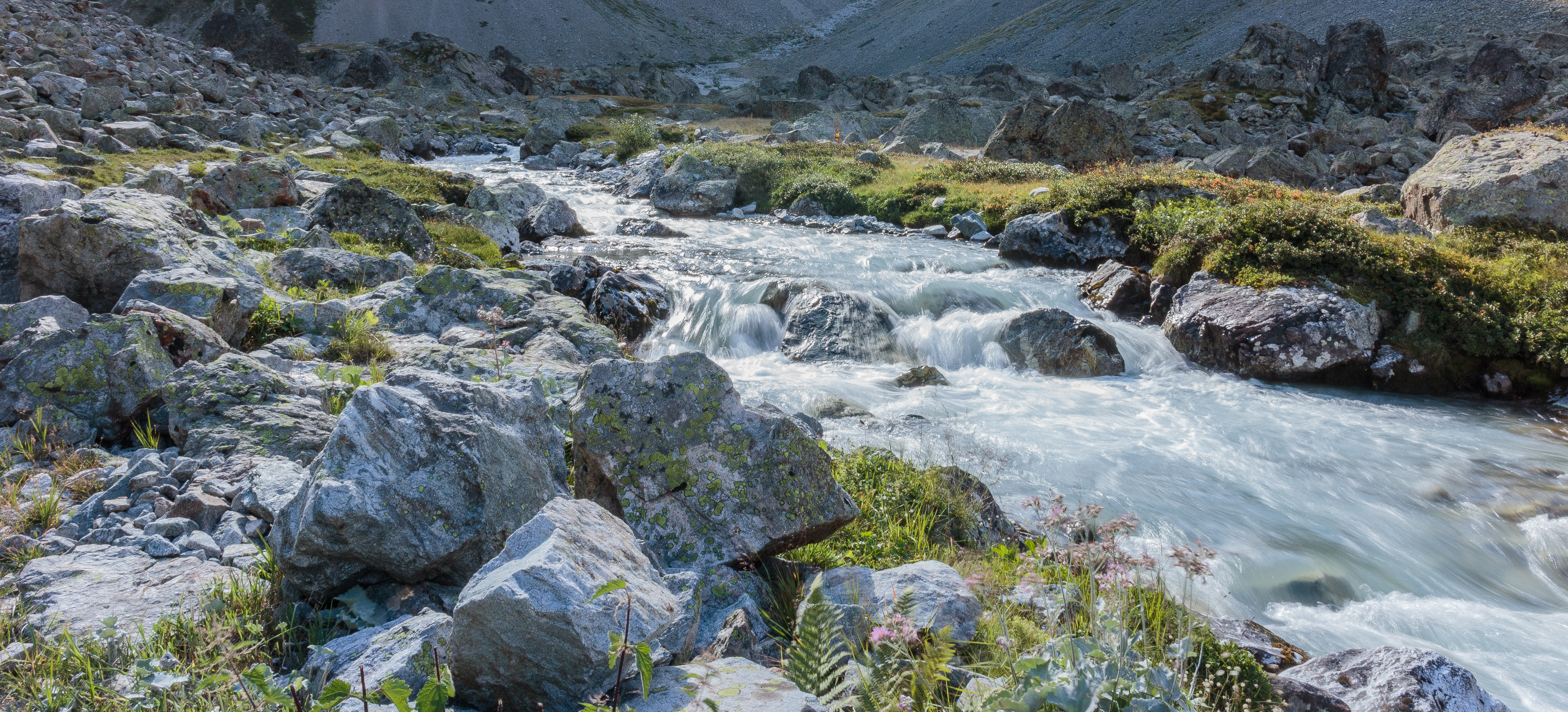
La Romanche à proximité de ses sources, dans le parc national des Écrins.
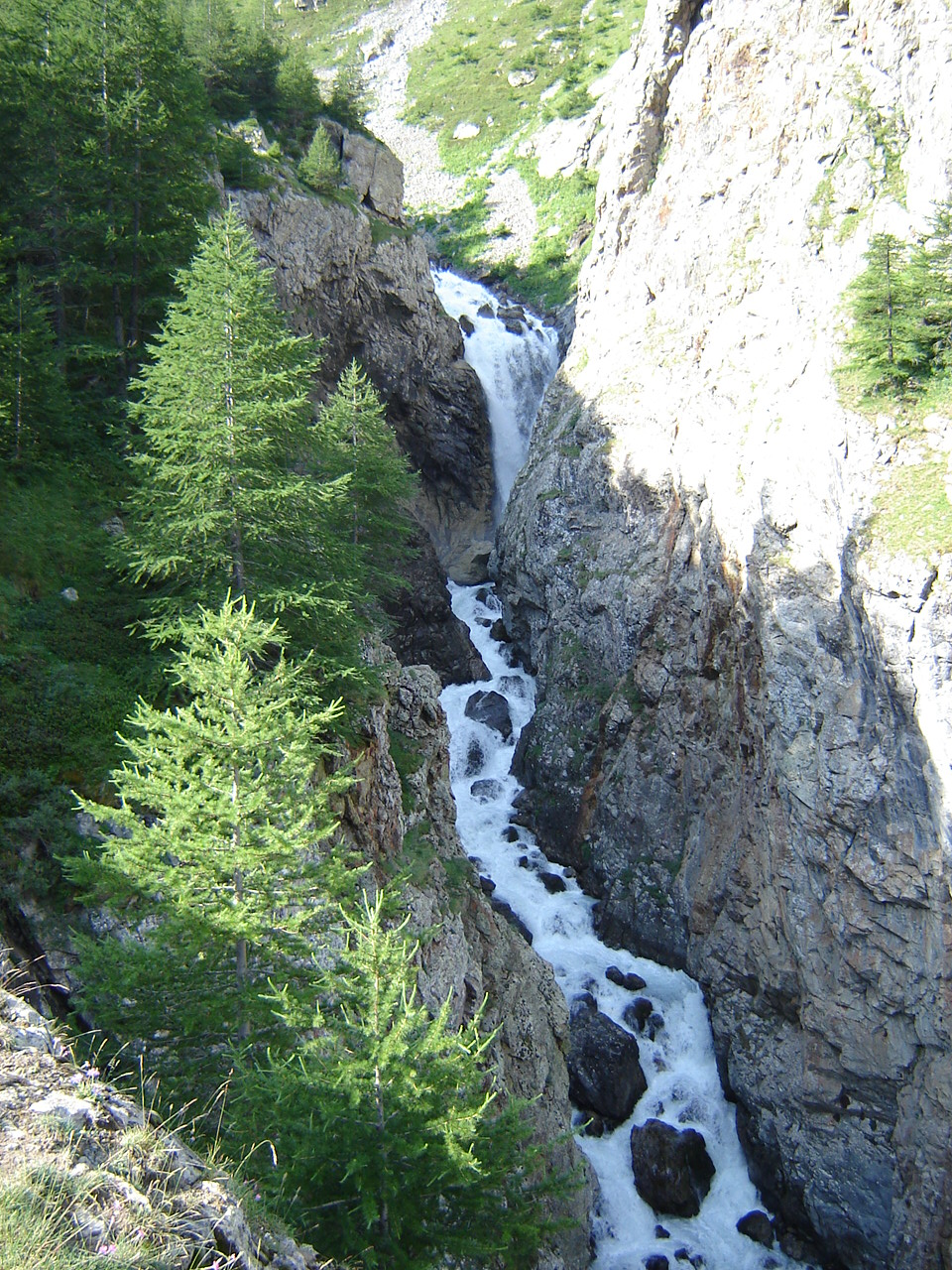
La Romanche au "Pas de l'Ane à Falque", sur la commune de Villar-d'Arène.
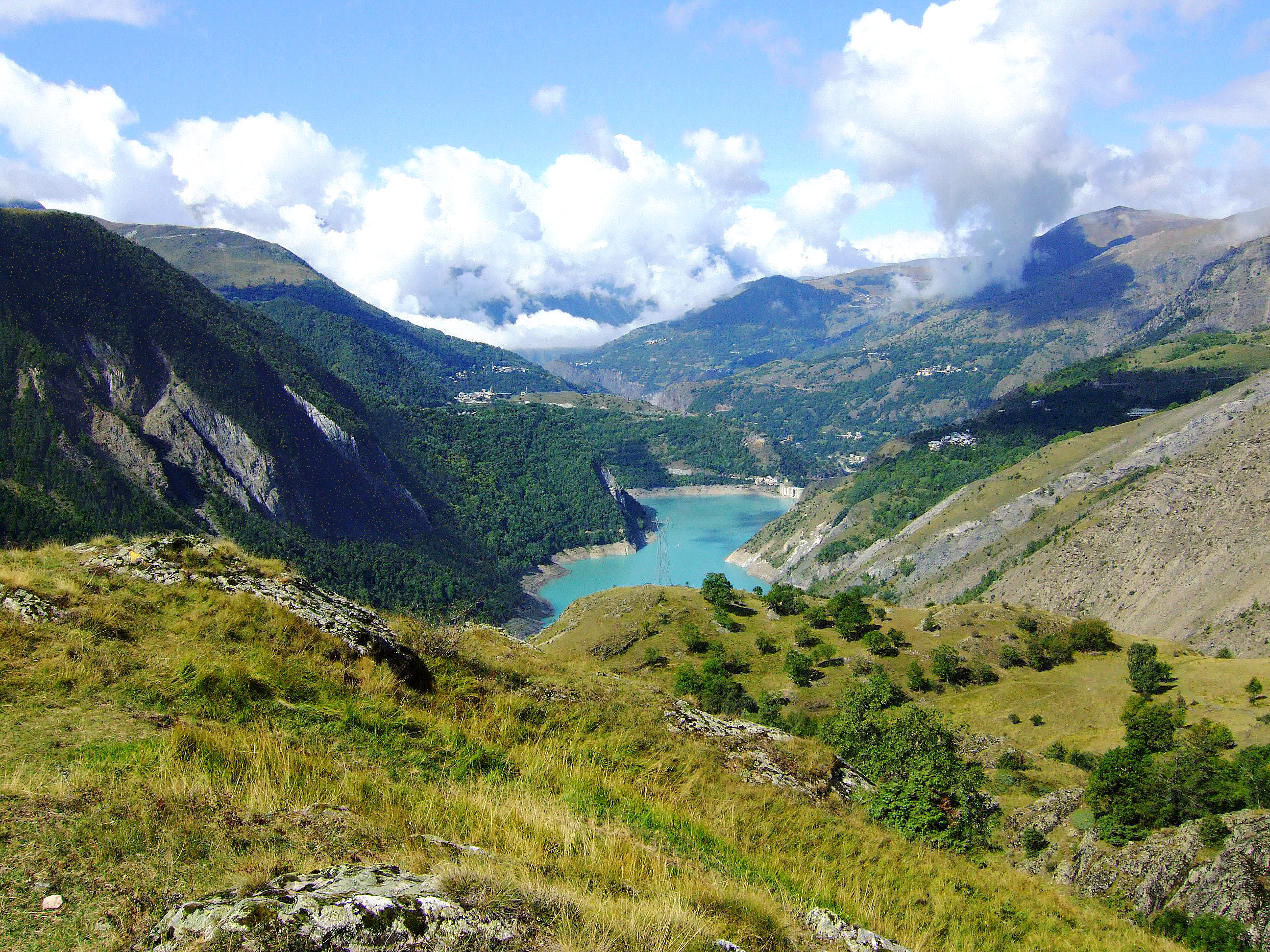
Le lac du Chambon (lac de retenue dû au barrage du même nom).
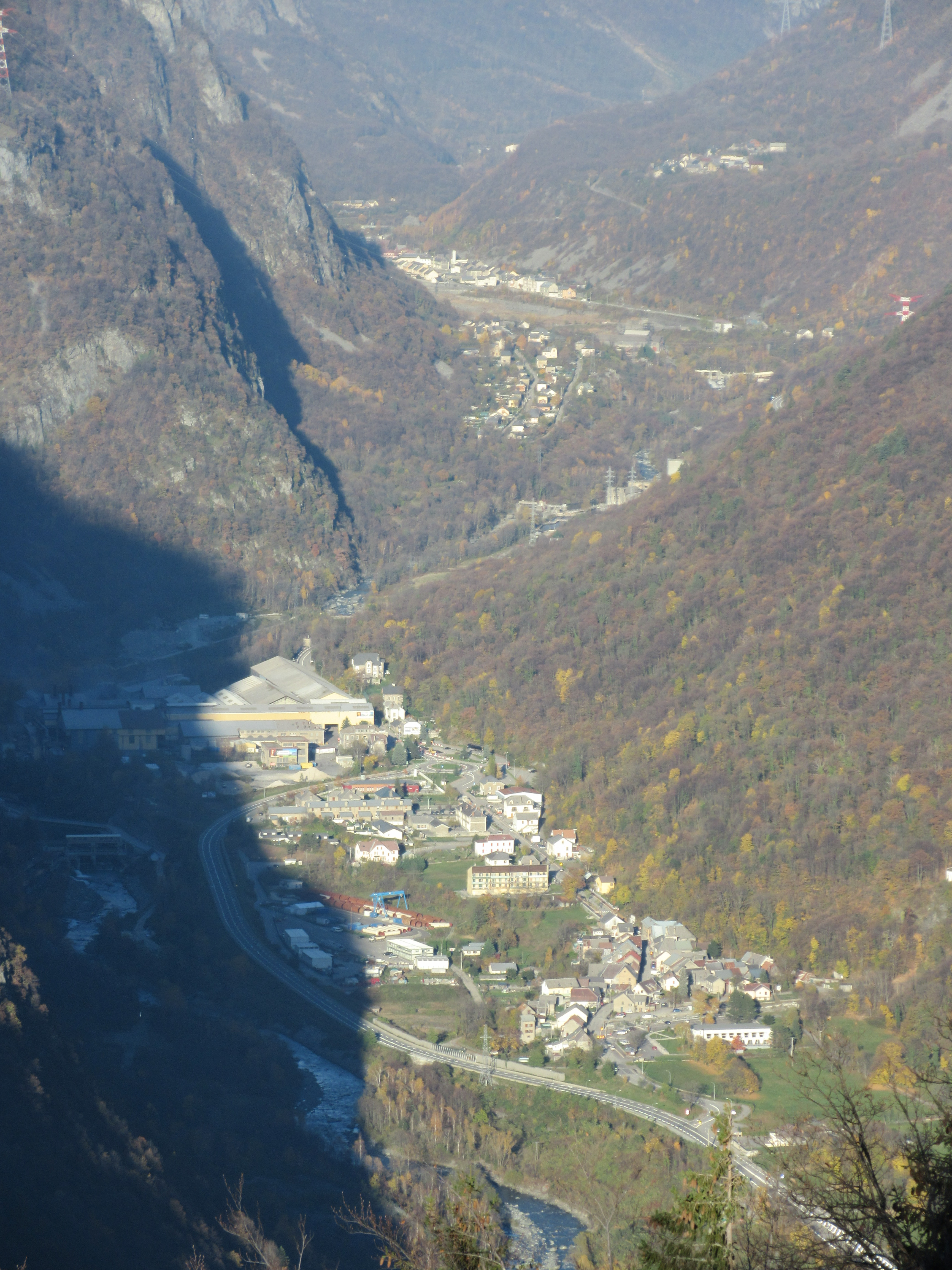
La Romanche au niveau de Livet-et-Gavet.
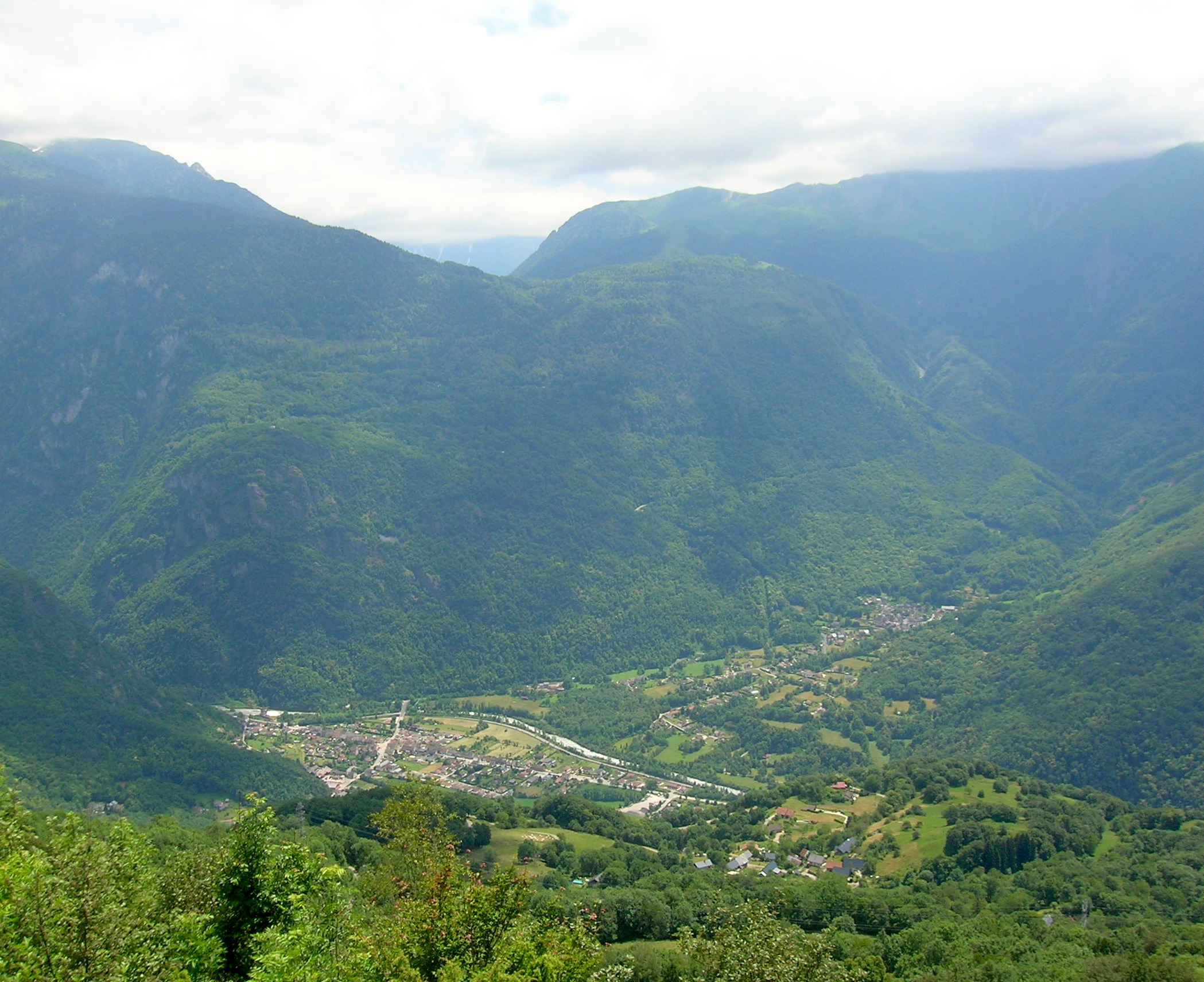
Vallée de la Romanche (qui coule de gauche à droite sur cette image) au niveau de Séchilienne.
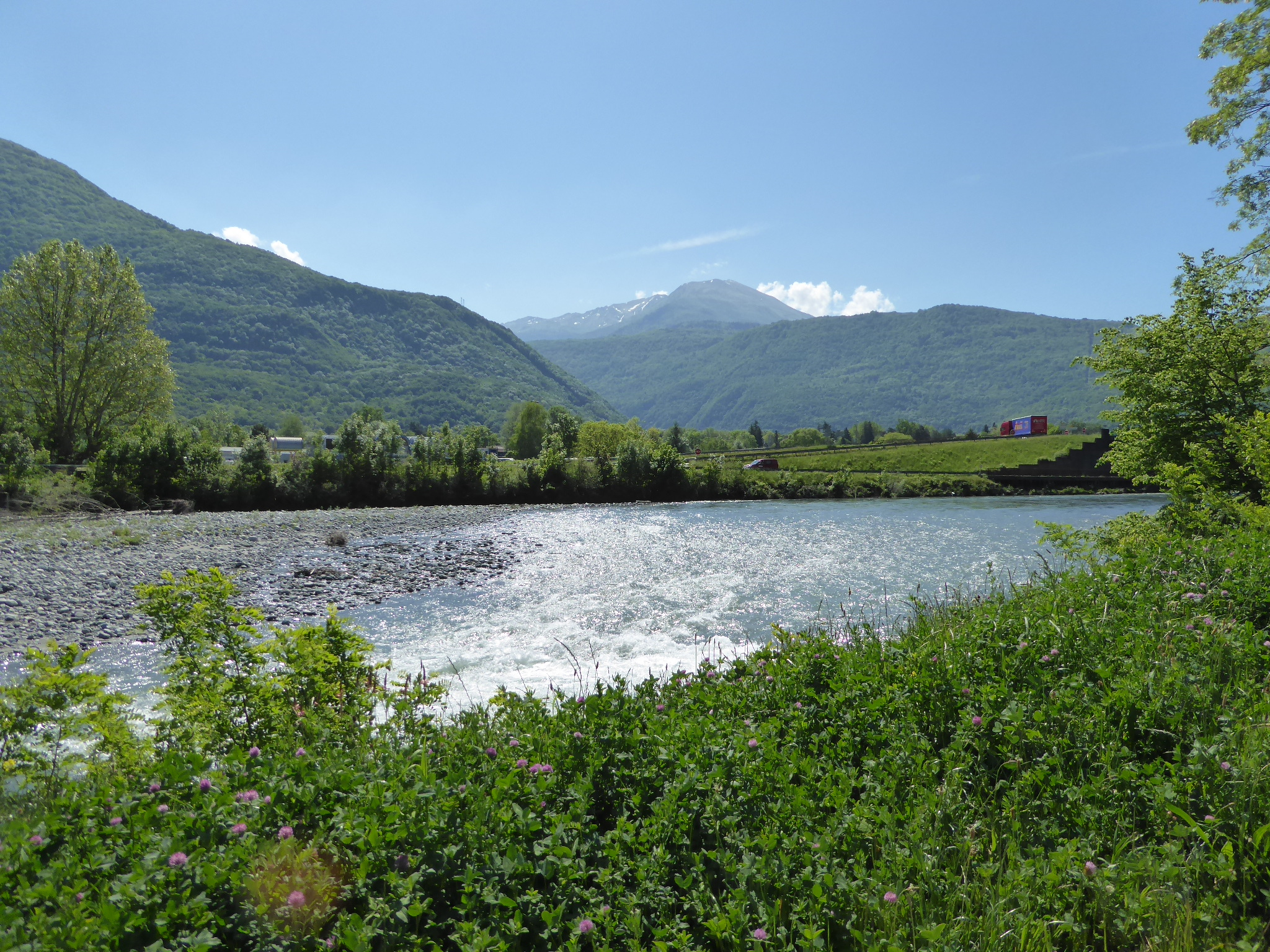
La Romanche à Notre-Dame-de-Mésage (près de Vizille).
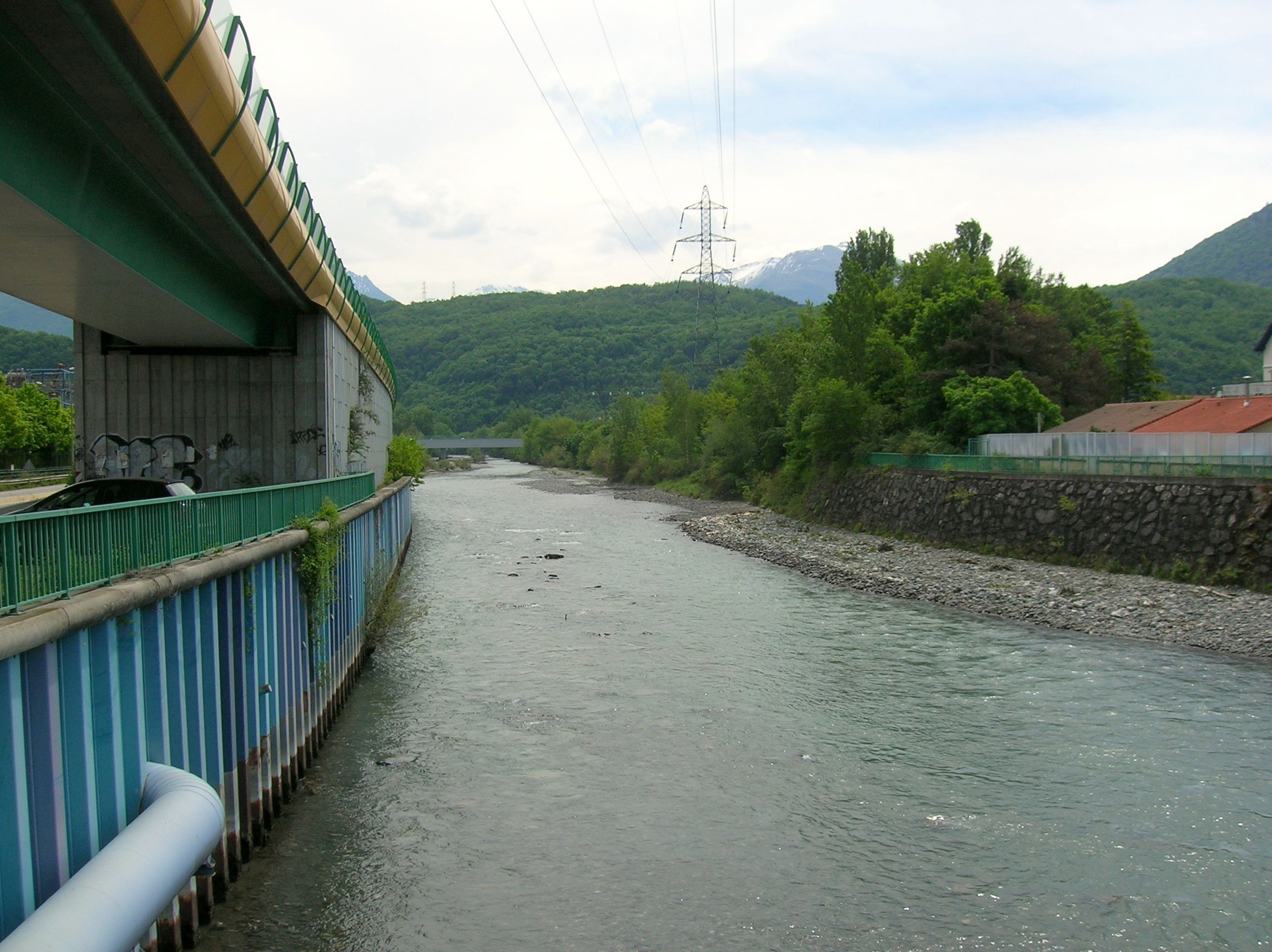
La Romanche à Champ-sur-Drac.